# Rally Dakar de 1986
El Rally Dakar de 1986, la octava edición de esta carrera rally raid, se realizó del 1 al 22 de enero de ese año. El trayecto total de esta versión, que se extendió entre Versalles y Dakar, fue de 15 000 km y se disputó por rutas de Francia, Argelia, Níger, Malí, Mauritania, Guinea y Senegal.
Participaron en total 282 coches y 131 motocicletas, de los cuales llegaron a la final 71 y 29, respectivamente.
Es la edición que cuenta con más muertes con un total de 7, siendo la más significativa la del fundador del Rally Thierry Sabine

## Recorrido
| Etapa | Fecha       | Origen                | Destino               | Total (km) |
| ----- | ----------- | --------------------- | --------------------- | ---------- |
| 1     | 1 de enero  | Versalles Francia     | Sète Francia          | 1.100      |
|       | 2 de enero  | Traslado a África     |                       |            |
| 2     | 3 de enero  | Argel Argelia         | Ghardaia Argelia      | 660        |
| 3     | 4 de enero  | Ghardaia Argelia      | El Golea Argelia      | 580        |
| 4     | 5 de enero  | El Golea Argelia      | In Salah Argelia      | 550        |
| 5     | 6 de enero  | In Salah Argelia      | Tamanrasset Argelia   | 649        |
| 6     | 7 de enero  | Tamanrasset Argelia   | Iferouane Níger       | 549        |
| 7     | 8 de enero  | Iferouane Níger       | Agadez Níger          | 279        |
| 8     | 9 de enero  | Agadez Níger          | Dirkou Níger          | 645        |
| 9     | 10 de enero | Dirkou Níger          | Agadem Níger          | 285        |
| 10    | 11 de enero | Agadem Níger          | Zinder Níger          | 910        |
| 11    | 12 de enero | Zinder Níger          | Niamey Níger          | 915        |
|       | 13 de enero | Día de descanso       |                       |            |
| 12    | 14 de enero | Niamey Níger          | Gourma-Rharous Mali   | 814        |
| 13    | 15 de enero | Gourma-Rharous Mali   | Bamako Mali           | 382        |
| 14    | 16 de enero | Bamako Mali           | Labé Guinea           | 986        |
| 15    | 17 de enero | Labé Guinea           | Kayes Mali            | 600        |
| 16    | 18 de enero | Kayes Mali            | Kiffa Mauritania      | 280        |
| 17    | 19 de enero | Kiffa Mauritania      | Boutilimit Mauritania | 175        |
| 18    | 20 de enero | Boutilimit Mauritania | Saint-Louis Senegal   | 139        |
| 19    | 21 de enero | Saint-Louis Senegal   | Sali Portudal Senegal | 620        |
| 20    | 22 de enero | Sali Portudal Senegal | Dakar Senegal         | 200        |

## Vencedores por etapas
| Etapa           | Motocicletas              | Coches                |
| --------------- | ------------------------- | --------------------- |
| 1               | Pierre-Marie Poli         | Jean-Claude Dayraut   |
| 2               | Guy Huynen                | Patrick Zaniroli      |
| 3               | Alessandro De Petri       | Andrew Cowan          |
| 4               | Franco Picco              | Patrick Zaniroli      |
| 5               | Franco Picco              | Jean-Pierre Gabreau   |
| 6               | Edi Orioli                | Jean-Pierre Gabreau   |
| 7               | Cyril Neveu               | René Metge Jacky Ickx |
| 8               | François Charliat         | René Metge            |
| 9               | Gianpaolo Marinoni        | Patrick Zaniroli      |
| 10              | Alessandro De Petri       | Jean-Pierre Gabreau   |
| 11              | Alessandro De Petri       | René Metge            |
| Día de Descanso |                           |                       |
| 12              | Gianpiero Findanno        | Andrew Cowan          |
| 13              | Gianpaolo Marinoni        | Patrick Zaniroli      |
| 14              | Alessandro De Petri       | Andrew Cowan          |
| 15              | Alessandro De Petri       | Patrick Zaniroli      |
| 16              | Franco Picco              | Hubert Rigal          |
| 17              | Franco Picco              | Patrick Zaniroli      |
| 18              | Eddy Hau                  | Hubert Rigal          |
| 19              | Gaston Rahier Alain Spira | Guy Colsoul           |
| 20              | Gaston Rahier             | Jean-Pierre Gabreau   |
| Fuente:         |                           |                       |

## Clasificación final

### Coches

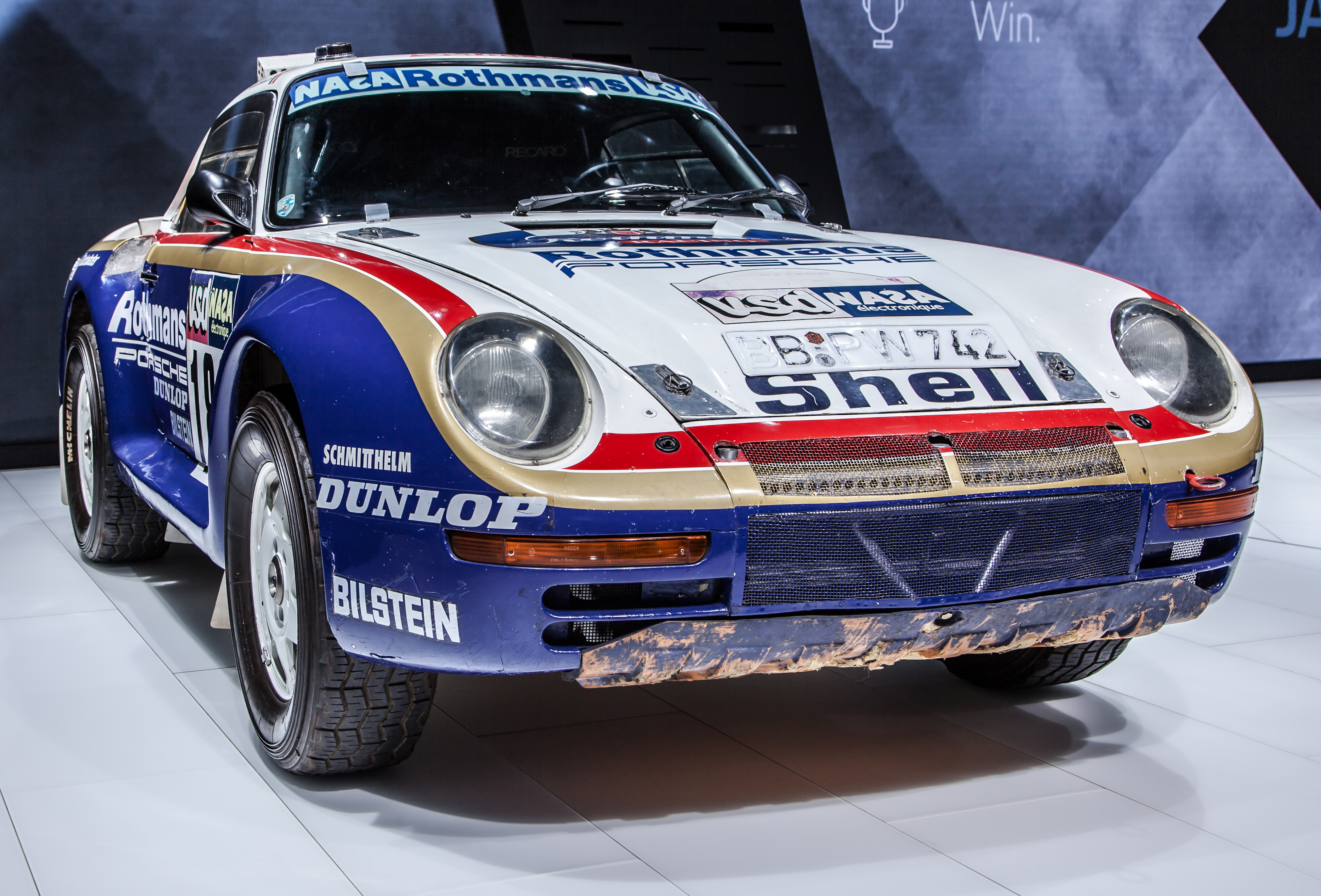
Porsche 959 ganador en el Rally París-Dakar.

| Puesto | Piloto / copiloto                     | País        | Marca       |
| ------ | ------------------------------------- | ----------- | ----------- |
| 1      | René Metge / Dominique Lemoine        | Francia     | Porsche     |
| 2      | Jacky Ickx / Claude Brasseur          | Bélgica     | Porsche     |
| 3      | Pascal Rigal / Bernard Maingret       | Francia     | Mitsubishi  |
| 4      | Pierre Lartigue / Bernard Giroux      | Francia     | Lada        |
| 5      | Andrew Cowan / Johnstone Syer         | Reino Unido | Mitsubishi  |
| 6      | Roland Kussmaul / Wolf-Hendrik Unger  | Alemania    | Porsche     |
| 7      | Patrick Zaniroli / Jean Da Silva      | Francia     | Mitsubishi  |
| 8      | Jean-Pierre Gabreau / Dominique Pipat | Francia     | Range Rover |
| 9      | Jean Bouchet / Jacques Villepigue     | Francia     | Toyota      |
| 10     | Maurice Gierst / Charly Bouvy         | Bélgica     | Range Rover |

### Motos
| Puesto | Nombre              | País     | Marca  |
| ------ | ------------------- | -------- | ------ |
| 1      | Cyril Neveu         | Francia  | Honda  |
| 2      | Gilles Lalay        | Francia  | Honda  |
| 3      | Andrea Balistrieri  | Italia   | Honda  |
| 4      | Thierry Charbonnier | Francia  | Yamaha |
| 5      | Alessandro De Petri | Italia   | Honda  |
| 6      | Edi Orioli          | Italia   | Honda  |
| 7      | Andrea Marinoni     | Italia   | Yamaha |
| 8      | Eddy Hau            | Alemania | BMW    |
| 9      | Giampiero Findanno  | Italia   | Yamaha |
| 10     | Franco Picco        | Italia   | Yamaha |

### Camiones
| Puesto | Posición absoluta | Piloto/copiloto            | Vehículo        | Tiempo      |
| ------ | ----------------- | -------------------------- | --------------- | ----------- |
| 1      | 25º               | Giacomo Vismara / Minelli  | Mercedes Unimog | 82h52'19"   |
| 2      | 28º               | Hans Heyer / Winkler       | MAN             | 85h56'52"   |
| 3      | 30.º              | Salvador Cañellas / Ferran | Pegaso          | 87h05'41"   |
| 4      | 32.º              | Bernau / Bartmann          | MAN             | 89h43'45"   |
| 5      | 45.º              | Papadimitrou / Rosval      | Volvo           | 100h.53'34" |
| 6      | 54.º              | Jacques Houssat / Brubach  | Mercedes Unimog |             |
| 7      | 56.º              | Carnevale / Repetti        | Astra           |             |
| 8      | 58.º              | Andrea Belotti / Consonni  | Mercedes Unimog |             |
| 9      | 61.º              | Gattinger / Pohl           | MAN             |             |
| 10     | 64.º              | Obermeyer / Huber          | MAN             |             |